# Muche
Ne doit pas être confondu avec Mucha.
Pour l’article homonyme, voir Muche (film).
Une muche est un souterrain creusé par l'homme généralement à des fins de protection des villageois et de leurs biens, lors de troubles importants dans la France septentrionale, au Moyen Âge et à l'époque moderne. Certains de ces souterrains composés de galeries et de cellules le long de ces « rues » servirent encore aux armées belligérantes pendant la Première Guerre mondiale.

## Étymologie
Le nom muche signifiant cachette en normand et en picard, du verbe much(i)er, cacher, équivalent de l'ancien français mucier.

## Localisation
On trouve des muches dans les départements du Nord de la France, où 74 d'entre elles étaient encore en état en 2009, selon le GEVSNF : 12 dans le Nord, 30 dans le Pas-de-Calais et 32 dans la Somme. Les plus remarquables sont les muches de Domqueur, Hiermont, Talmas, Hermies ou la cité souterraine de Naours. Mais les grottes de Naours sont en réalité en partie des carrières aménagées et pour une autre partie des muches, parmi les plus grandes et les plus complexes.
Il pourrait y avoir quelques réseaux souterrains similaires dans les départements limitrophes de l'Aisne et de l'Oise.

## Utilisation
Certaines muches - comme celle de Mesnil-Domqueur, à côté de Domqueur, découverte en 2005 - amènent à penser que quelques-uns de ces réseaux souterrains furent exclusivement destinés à servir de greniers souterrains, ceci afin de soustraire temporairement les récoltes aux pillards - les « fourrageurs » - envoyés par les armées ennemies pour ravitailler celles-ci en grains.
Par rapport à des habitations troglodytes, l'architecture de ces souterrains est inédite. La définition même de ces muches entend une organisation principale en une ou plusieurs longues galeries ou rues ouvrant sur des cellules aveugles, les muches proprement dites. Ces cellules étant des stabulations ou des habitations, la très grande majorité de ces cellules étaient fermées sur la rue par des portes en bois fermées à clef. Les cellules se répartissent alternativement le long du couloir, pour permettre une meilleure circulation.

## Contexte historique
Le contexte de creusement de ces refuges souterrains exceptionnels est aujourd'hui bien connu. Fin XVe siècle, le royaume de France laisse un territoire important à la maison de Bourgogne. L'État bourguignon se forme et par jeu de mariage, le duché de Bourgogne s'unit aux Pays-Bas espagnols. Le roi de France se trouve isolé géographiquement et économiquement. Les villes frontières du Nord de la Somme comme Amiens, Péronne, Corbie sont alors sous les Pays-Bas espagnols. François Ier n'aura de cesse de vouloir récupérer ces villes, mais aussi l'Artois durant le XVIe siècle, suivi par ses descendants et cela jusqu'au début du XVIIIe sous Louis XIV. Les troupes en conflit vont se disputer âprement ces provinces durant près de 200 ans, avec des mouvements de troupes et de frontière oscillant continuellement entre l'Authie et la Somme. De nombreuses muches semblent avoir été creusées durant le troisième quart du XVIIe siècle, lors des ultimes guerres franco-espagnoles, lorsque l'Espagne utilisait ses possessions des Pays-Bas comme base d'expéditions armées sur le nord de la France. Au début du XVIIIe siècle, le duc de Marlborough a aussi ravagé la Picardie et laissé son souvenir sous le nom francisé de Malbrouk ou Marlbrough dans une vieille chanson française du début du XVIIIe siècle (Marlbrough s'en va-t-en guerre).
Les villes étant évidemment les objectifs militaires, les villages sont traversés régulièrement par les troupes du royaume de France mais aussi par les mercenaires à la solde des deux camps. Au sortir de la guerre de Cent Ans et des périodes de peste qui sévissent en Picardie l'un des problèmes les plus importants pour une armée en marche est le ravitaillement (appelé dans les textes de l'époque : le convoi, le chariot ou le bagage). Les armées n'ayant pas de soutien logistique propre, leurs commandants ennemis nourrissaient en partie leurs troupes au moyen de vivres pillées pour pallier les difficultés de l'approvisionnement. Le pillage des blés avait d’ailleurs été érigé en système d'approvisionnement sur les recommandations mêmes de Richelieu puis de Mazarin. Des bandes de soldats spécialisés - appelés fourrageurs -, regroupant fréquemment cent ou deux cents individus, tous armés, fondaient à l'improviste sur des villages qu'ils saccageaient non sans avoir dérobé tout ce qu'ils pouvaient y trouver, malmené ou exterminé la population après lui avoir fait subir tortures et viols.
Les paysans, trouvèrent une parade pour soustraire à ces pilleurs redoutés leurs propres personnes et leurs biens, en particulier les semences et les animaux : l'idée de creuser des "muches " était née.
Les troupes en présence étaient armées de mousquets ou d'arquebuses ; l'artillerie était utilisée fréquemment contre les villes et les châteaux médiévaux. Cette avancée de l'armement sonnera le glas des châteaux forts. Les villes se retranchent alors derrière leurs remparts qui vont s'adapter à cette nouvelle arme à feu. Dans les villages, si on craint moins les canons (dont l'emploi reste coûteux et qui sont essentiellement utilisées pour assaillir les places fortes, on craint les raids des terribles fourrageurs. Le seul moyen efficace pour les paysans est de se cacher sous terre, avec leurs grains, leurs semences (très importantes car elles permettent une nouvelle récolte pour l'année suivante) et éventuellement leur bétail si les dimensions et l'entrée du souterrain sont accessibles aux bêtes.

### Jusqu'auXXesiècle
Dans plusieurs villages, les muches étaient encore en état pendant la Première Guerre mondiale. Les inscriptions laissées par les soldats qui y ont séjourné sont encore visibles.

## Organisation d'une muche

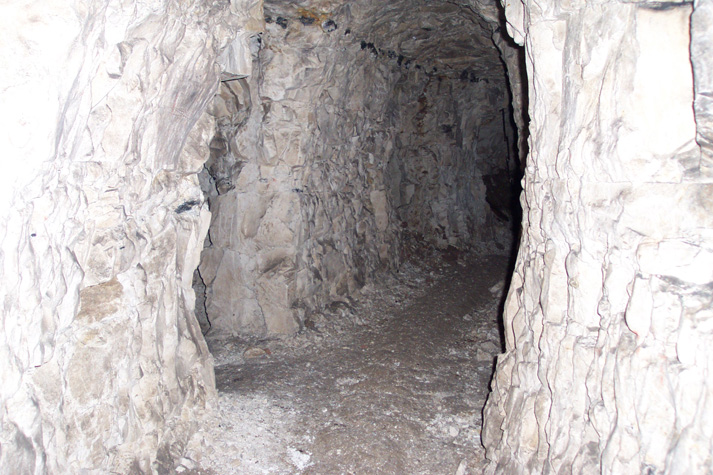
Allée principale des muches de Bouzincourt

Les muches sont creusées dans le sous-sol crayeux, très souvent à partir des églises qui offrent une protection première efficace. Ces souterrains s'étendent ensuite en galeries ou rues avec de nombreuses salles.

### Entrée
L'entrée ou les entrées des muches étaient tenues aussi secrètes que possible, et dans la majorité des cas, créées pour être défendables par un homme seul. Dans de nombreux villages, l'accès se fait par l'église ou à proximité immédiate de celle-ci..

### Les cellules
Il est courant de trouver deux salles ou cellules par « feu » ou famille.
En général, les cellules sont pourvues de portes en bois fermant à clé, l'aménagement sommaire de ces cellules est efficace et fonctionnel.
Les cellules sont dans le meilleur des cas composées de deux parties, une première pour les hommes, une seconde pour les animaux, le tout dans une surface de 15 m2 environ. Dans les plus belles muches, on trouve des auges taillées dans la roche, accompagnées de râteliers. Les habitats sont parfois pourvus de niches à lumières, de tablettes, de niches à feu.
Tout est prévu pour pouvoir survivre quelques jours sous terre. Dans de nombreuses muches des cheminées d'aération sont creusées, des puits à eau permettent l'approvisionnement. Malgré tout, il était très difficile de rester dans ces galeries plus de trois ou quatre jours, l'atmosphère des étables altérait l'état des provisions, comme le montre le récit de la prise des muches de Bourthes dans le Pas-de-Calais par les troupes anglaises. Faire du feu se révélait indispensable, celui-ci était souvent réalisé à des endroits précis pour alimenter les niches à feu dans les salles, quand celles-ci existaient, mais surtout activer les courants d'air frais pour l'aération du souterrain, particulièrement l'été.

## Communes possédant des muches
- Arquèves
- Bayonvillers
- Bertrancourt
- Bouzincourt
- Bus-lès-Artois
- Domqueur
- Franqueville
- Hermies
- Heudicourt
- Hiermont
- Lanches-Saint-Hilaire
- Millencourt
- Naours
- Quéant
- Rémérangles
- Rubempré
- Senlis-le-Sec
- Talmas
- Varennes
- Warloy-Baillon